# Cronoscalata Gardone Val Trompia-Prati di Caregno
La Cronoscalata Gardone Val Trompia-Prati di Caregno est un contre-la-montre cycliste de 9,4 km qui se déroule en côte à Gardone Val Trompia en Lombardie. Créée en 1984, elle est destinée aux grimpeurs. 
La course fait partie de l'UCI Europe Tour de 2005 à 2009, en catégorie 1.2. Elle retrouve ensuite sa place dans le calendrier national de la Fédération cycliste italienne.
L'Italien Massimo Codol détient le meilleur temps de l'histoire de l'épreuve, avec un chrono de 23 minutes et 54 secondes.

## Palmarès
| Année | Vainqueur          | Deuxième             | Troisième             |
| ----- | ------------------ | -------------------- | --------------------- |
| 1984  | Flavio Giupponi    | Claudio Chiappucci   |                       |
| 1985  | Filippo Pietta     | Mauro Bonsi          |                       |
| 1986  | Luigi Botteon      | Mario Begnini        |                       |
| 1987  | Stefano Bianchini  | Antonio Grandati     |                       |
| 1988  | Gianluca Tonetti   | Antonio Grandati     |                       |
| 1989  | Ivan Gotti         | Antonio Grandati     |                       |
| 1990  | Wladimir Belli     | Giampaolo Fregonese  |                       |
| 1991  | Carlo Begnini      | Tullio Pellicioli    |                       |
| 1992  | Vincenzo Galati    | Giuseppe Guerini     |                       |
| 1993  | Daniele Pontoni    | Lorenzo Di Silvestro |                       |
| 1994  | Gianluca Tonetti   | Rudi Mosele          |                       |
| 1995  | Marco Della Vedova | Lorenzo Di Silvestro |                       |
| 1996  | Mauro Zanetti      | Daniele De Paoli     | Gianluca Tonetti      |
| 1997  | Massimo Codol      | Cristian Rigamonti   | Oscar Cavagnis        |
| 1998  | Igor Pugaci        | Massimo Cigana       | Milan Kadlec          |
| 1999  | Paolo Bertoglio    | Milan Kadlec         | Massimo Cigana        |
| 2000  | Ramon Bianchi      | Lorenzo Zanetti      |                       |
| 2001  | Matteo Busatti     | Massimiliano Maisto  |                       |
| 2002  | Luca Celestini     | Andrea Giupponi      |                       |
| 2003  | Simone Roveyaz     | Sergio Ghisalberti   | Marco Marzano         |
| 2004  | Sergio Ghisalberti | Marco Marzano        | Ruslan Pidgornyy      |
| 2005  | Branislau Samoilau | Cristian Ghilardini  | Luigi Sestili         |
| 2006  | Simone Stortoni    | Michele Gaia         | Aliaxandr Paulukuvich |
| 2007  | Bruno Rizzi        | Luca Gasparini       | Gabriele Graziani     |
| 2008  | Robert Vrečer      | Luca Gasparini       | Stefano Locatelli     |
| 2009  | Stefano Di Carlo   | Stefano Locatelli    | Diego Zanco           |
| 2010  | Alessio Marchetti  | Manuele Boaro        | Adam Semple           |
| 2011  | Stefano Di Carlo   | Julián Arredondo     | Kanstantin Klimiankou |
| 2012  | Patrick Facchini   | Alessio Marchetti    | Stefano Di Carlo      |
| 2013  | Gianfranco Zilioli | Simone Sterbini      | Stefano Nardelli      |
| 2014  | Ilia Koshevoy      | Giulio Ciccone       | Stefano Nardelli      |
| 2015  | Paolo Brundo       | Giulio Ciccone       | Stefano Nardelli      |
| 2016  | Andrea Garosio     | Edward Ravasi        | Alberto Amici         |
| 2017  | Alberto Amici      | Aleksandr Vlasov     | Michele Gazzara       |